# Voglerei
Voglerei ist ein Gemeindeteil der Stadt Wallenfels im Landkreis Kronach (Oberfranken, Bayern).

## Geographie
Die Einöde liegt in Hanglage nördlich der Thiemitz. Ein Anliegerweg führt nach Mittlere Schnaid (0,5 km nordwestlich).

## Geschichte
Voglerei wurde in der ersten Hälfte des 19. Jahrhunderts auf dem Gemeindegebiet Schnaid gegründet. Am 1. Januar 1972 wurde Voglerei im Zuge der Gebietsreform in Bayern nach Wallenfels eingegliedert.

### Baudenkmal
- Katholische Mariä-Himmelfahrt-Kapelle

### Einwohnerentwicklung
| Jahr      | 001854 | 001861 | 001871 | 001885 | 001900 | 001925 | 001950 | 001961 | 001970 | 001987 |
| Einwohner |        | 16     | 7      | 5      | 23     | 14     | 8      | 14     | 14     | 11     |
| Häuser    | 2      |        |        | 1      | 2      | 2      | 2      | 2      |        | 2      |
| Quelle    | [ 4 ]  | [ 6 ]  | [ 7 ]  | [ 8 ]  | [ 9 ]  | [ 10 ] | [ 11 ] | [ 12 ] | [ 13 ] | [ 1 ]  |

## Religion
Der Ort ist römisch-katholisch geprägt und war ursprünglich nach Mariä Geburt (Steinwiesen) gepfarrt, seit Anfang des 20. Jahrhunderts ist die Pfarrei St. Thomas (Wallenfels) zuständig.